# Université Johns-Hopkins
Pour les articles homonymes, voir JHU.
L’université Johns-Hopkins (Johns Hopkins University, ou JHU) est une université privée américaine, située à Baltimore dans le Maryland. Elle possède également des campus à Washington, à Bologne en Italie, à Singapour et à Nankin en Chine. Elle doit son nom à Johns Hopkins, un entrepreneur fortuné qui a légué à sa mort 7 millions de dollars à l'université.
Elle compte parmi les universités les plus prestigieuses des États-Unis, surtout pour ses facultés de médecine et de santé publique, ainsi que pour son école d'affaires internationales. L'institution se définit comme la première « université de recherche » du pays. Au début de son histoire, elle s'est principalement inspirée de l'université de Heidelberg et du modèle d'instruction allemand de Wilhelm von Humboldt. En 2019, 39 lauréats du prix Nobel ont leur nom associé à l'université.

## Histoire
L'université a été créée en 1876. Son premier président, Daniel Coit Gilman, en a précisé les objectifs dans son discours d'investiture : « L'encouragement de la recherche et la progression des étudiants qui, par leur excellence, feront progresser les sciences et la société. »
Plusieurs de ses anciens étudiants ont ultérieurement joué des rôles majeurs dans d'autres universités : John Dewey, qui expose les théories de l'éducation nouvelle (ou « progressive ») à l'université de Chicago et à l'École normale de l'université Columbia, et G. Stanley Hall, l'un des pères de la psychologie expérimentale, qui est devenu le président de l'université Clark.
Le campus est implanté au nord du centre-ville de Baltimore, du côté ouest de Charles Street, l'axe nord-sud de la ville. Le Baltimore Museum of Art (BMA) marque l'entrée sud du quartier de l'université, avec laquelle il communique par des chemins piétonniers et la Spring House de Benjamin Henry Latrobe réimplantée à côté du musée. L'architecture des bâtiments est homogène, la plupart étant bâtis en brique et inspirés du style anglo-américain du XVIIIe siècle.

## Départements et classements
Le classement du Times Higher Education Supplement place l'université Johns-Hopkins au treizième rang mondial et au neuvième rang des universités américaines. Très renommée en médecine et en relations internationales, elle dispense entre autres des cours de français, d'espagnol, d'allemand, d'histoire, histoire de l'art et de sciences.
Elle est régulièrement classée meilleure école de santé publique des États-Unis, tandis que l'école de médecine arrive en seconde position, derrière celle de Harvard dans le classement annuel d'U.S. News.
L'université possède sa propre maison d'éditions, la Johns Hopkins University Press, fondée en 1878 et qui possède le statut de plus vieille maison d'éditions universitaire américaine.
L'université s'illustre au début 2020 avec la publication sur Internet d'un tableau de bord cartographique de la pandémie de Covid-19 dans le monde.

## Étudiants
En 2012-2013, seuls 1 362 étudiants ont pu entrer à l'université au niveau undergraduate, sur 20 504 demandes d'admission[réf. souhaitée]. Plus de 85 % des étudiants admis à l'université faisaient partie des meilleurs 10 % de leurs établissements d'études secondaires.
Cette année-là, l'université comptait environ 8 % d'étudiants étrangers.

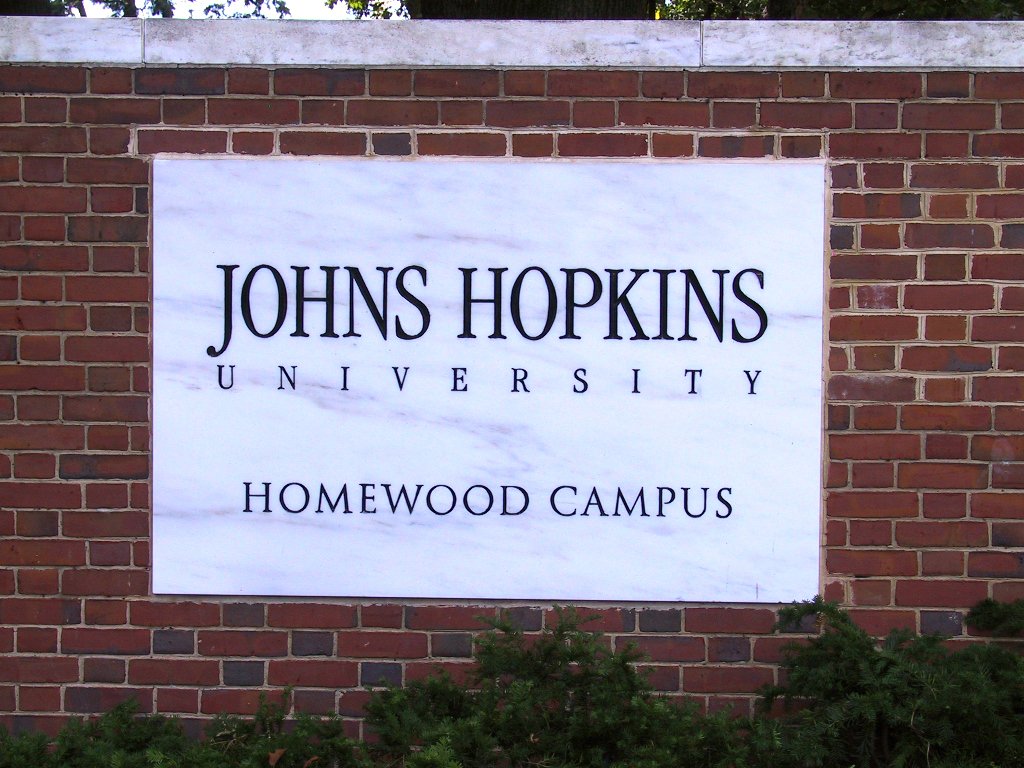
Panneau du Homewood Campus.

## Procès
La justice américaine a ouvert en janvier 2019 un procès contre l’université Johns-Hopkins, pour sa participation dans les années 1940 à un programme d'expérimentation humaine mené par les États-Unis au Guatemala. Près de 700 cobayes, parmi lesquels des enfants, avaient été contaminés sans leur consentement pour vérifier l’efficacité de la pénicilline sur les maladies sexuellement transmissibles.

## Personnalités liées à l'université
À la date de 2012, trente-sept lauréats du prix Nobel ont fréquenté à un titre ou un autre l'université Johns Hopkins. Vingt-trois lauréats ont enseigné dans les facultés, cinq sont docteurs de l'université et huit sont titulaires d'un doctorat de médecine. Quatre prix Nobel ont été partagés par des diplômés de la Johns Hopkins : George Minot et George Whipple, qui ont obtenu le prix Nobel de physiologie et de médecine en 1934, Joseph Erlanger et Herbert Spencer Gasser, qui ont reçu celui de 1944, Daniel Nathans et Hamilton O. Smith, qui ont reçu celui de 1978 , et David H. Hubel et Torsten N. Wiesel celui de 1981.
- Louise Erdrich, écrivaine
- Joseph Erlanger, médecin
- Herbert Spencer Gasser, médecin
- Alice Hamilton, médecin, toxicologue, bactériologue
- William Halstead, chirurgien
- Donald Henderson, médecin américain, doyen de l'école de santé publique Johns Hopkins en 1977, il a dirigé la campagne d'éradication mondiale de l'OMS contre la variole.
- David H. Hubel, neurophysiologiste
- John Franklin Jameson, historien
- Frederick Kaufman, chimiste américain.
- Howard Atwood Kelly, gynécologue
- Alfred James Lotka, statisticien, pionnier de la dynamique des populations
- Helen S. Mayberg, neurologue, pionnière de la stimulation cérébrale profonde dans le traitement de la dépression résistante[13],
- George Minot, médecin
- Frank Morley, mathématicien
- Daniel Nathans, microbiologiste
- William Osler, médecin
- August Herman Pfund, spécialiste d’optique astronomique, a découvert les raies spectrales qui portent son nom.
- Martin Rodbell, chimiste, y a passé sa licence.
- Hamilton O. Smith, microbiologiste
- Francis Peyton Rous, virologue, y a passé sa licence
- Stafford Warren, médecin
- William Welch, médecin, pathologiste, bactériologiste
- George Whipple, médecin
- Torsten Wiesel, neurobiologiste
- Woodrow Wilson, président des États-Unis, qui a soutenu sa thèse de doctorat à la Johns Hopkins en 1886 et qui fut le premier ex-étudiant de cette université à obtenir un prix Nobel, celui de la Paix en 1919[8],[14].